# Lingottogebouw

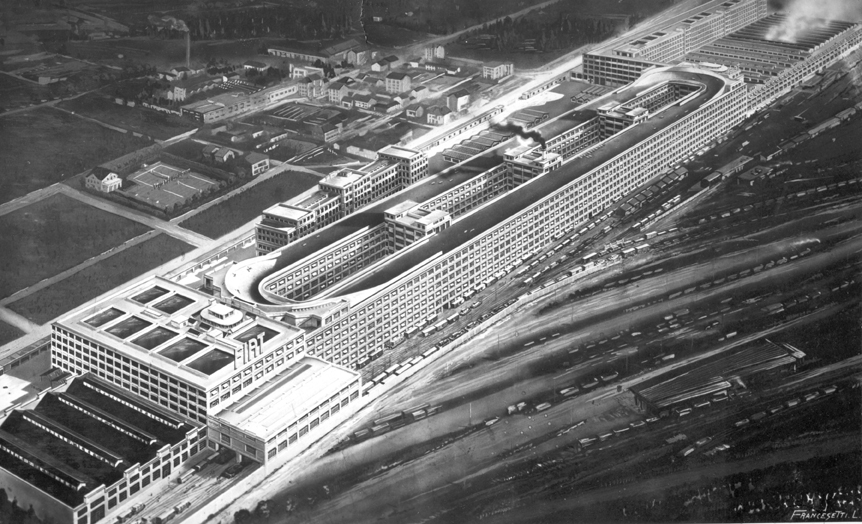
De Lingottofabriek in 1928. Op het dak is de testbaan zichtbaar.

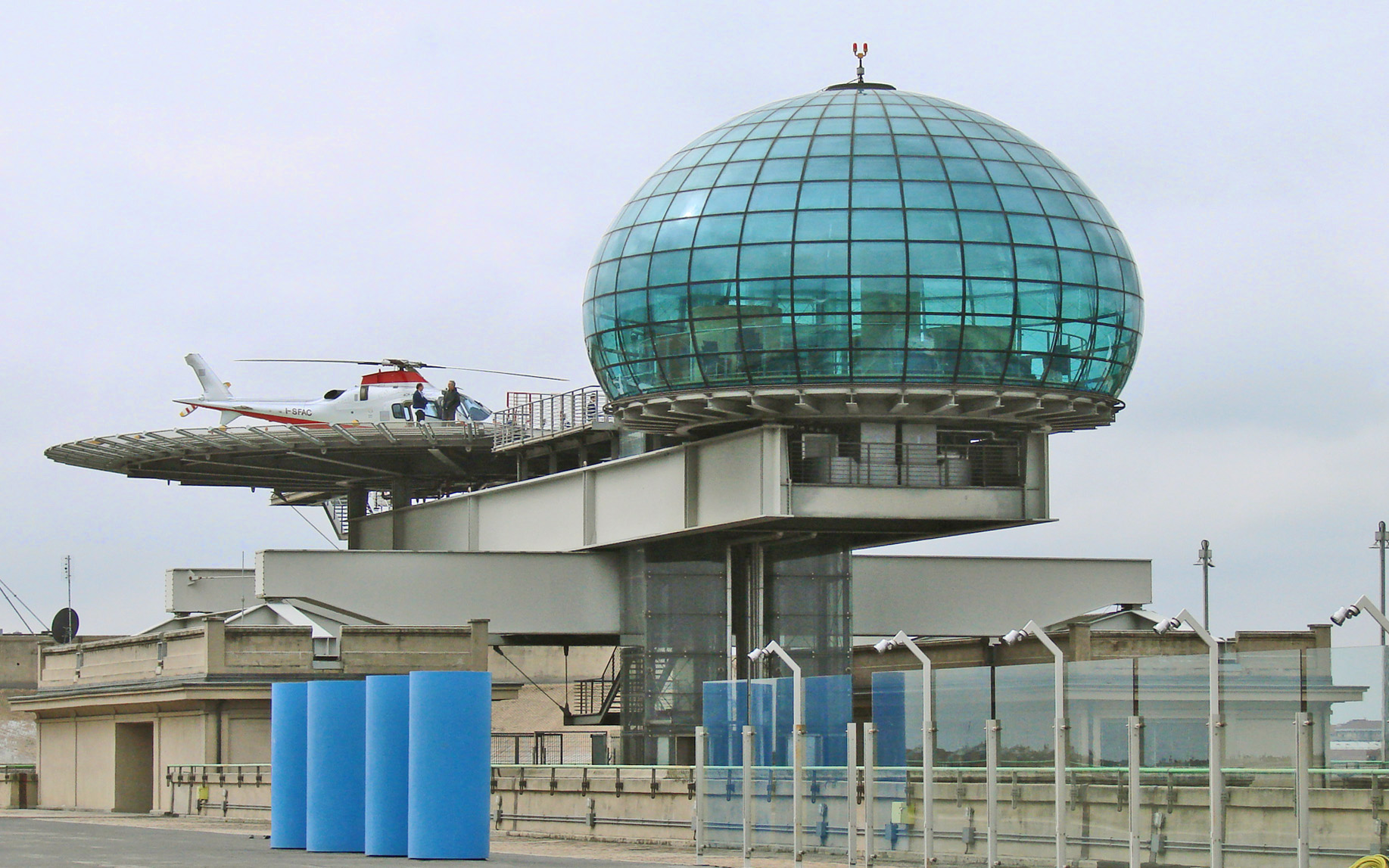
Het helikopterplatform is een van de toevoegingen door Renzo Piano.

Het Lingottogebouw is de voormalige FIAT-fabriek in de Italiaanse stad Turijn. Het gebouw werd ontworpen door Giacomo Matté-Trucco in de stijl van het futurisme en in 1923 in gebruik genomen. Opvallend is de testbaan waarop de auto's, na productie, een testrit maakten. De fabriek werd in 1982 gesloten en eind jaren tachtig werd het gebouw onder leiding van Renzo Piano verbouwd tot o.a. een cultureel centrum dat in 1989 heropend werd. Het complex omvat een kunstgalerie (Pinacoteca Agnelli), een concertzaal, een theater, een congrescentrum, een hotel en een winkelcentrum. Ook de faculteit autotechniek van de Politecnico di Torino is er gevestigd.